# Самойлово (Донецкая область)
Само́йлово (укр. Самійлове) — село на Украине, находится в Новоазовском районе Донецкой области. Под контролем самопровозглашённой Донецкой Народной Республики.

## География
К юго-востоку от населённого пункта проходит граница между Украиной и Россией.

#### Соседние населённые пункты по странам света
С: Клинкино
СЗ: Самсоново
СВ: Кузнецы
З: Витава, Хомутово, Бессарабка
В: Ванюшкино (примыкает)
ЮЗ: Седово-Василевка, Розы Люксембург, Маркино
ЮВ: —
Ю: Ковское, Щербак

## Общие сведения
Код КОАТУУ — 1423686601. Почтовый индекс — 87630. Телефонный код — 6296.

## Население
- 1970 — 389 чел.
- 1976 — 536 чел.
- 2001 — 573 чел. (перепись)

В 2001 году родным языком назвали:
- русский язык — 329 чел. (57,42 %)
- украинский язык — 241 чел. (42,06 %)
- армянский язык — 1 чел. (0,17 %)

## Адрес местного совета
87630, Донецкая область, Новоазовский район, с. Самойлово, ул. 60 лет Октября, д.72